# Luftstrupe

Människans struphuvud, luftstrupe och bronker.

Luftstrupen, trachea, är ett rörformigt organ mellan lungornas huvudbronker och struphuvudet. Det består av broskbågar som har formen av hästskor och hålls ihop av bindväv. Insidan av luftstrupen är täckt med en slemhinna med flimmerhår och en stor mängd slemkörtlar. Genom luftstrupen passerar luft till och från lungorna.

## Utseende
Luftstrupen är tio centimeter lång hos vuxna och cirka 4 centimeter hos barn. Den har 15-20 hästskoformade broskringar som omsluter röret och förhindrar detta från att stängas. Mikroskopiskt är den inre ytan täckt av en slemhinna som består av ett epitel, vars celler har cilier med förmågan att transportera partiklar mot svalget (farynx).

## Problem
En operation där ett hål görs i luftstrupen kallas för trakeotomi. En sådan underlättar till exempel att medvetandesänkta patienter på intensivvårdsavdelningar kan andas själva, eftersom andningsdriften är bevarad även vid djup medvetslöshet, till skillnad från förmågan att hålla luftvägen öppen.
Luftstrupen drabbas sällan av sjukdomar. Dock kan en förträngning uppstå då en andningstub är nedförd i luftstrupen under en längre tid. Detta motverkas numera med hjälp av lågtryckskuffar, som innebär att den lufttätande kuffen runt tuben ligger an relativt mjukt mot en stor yta av luftstrupens slemhinna.